# Phyllonorycter tridentatae
Phyllonorycter tridentatae là một loài bướm đêm thuộc họ Gracillariidae. Nó được tìm thấy ở bán đảo Iberia.
Ấu trùng ăn Chamaespartium tridentatum. Chúng có thể ăn lá nơi chúng làm tổ.